# Kustom Kulture

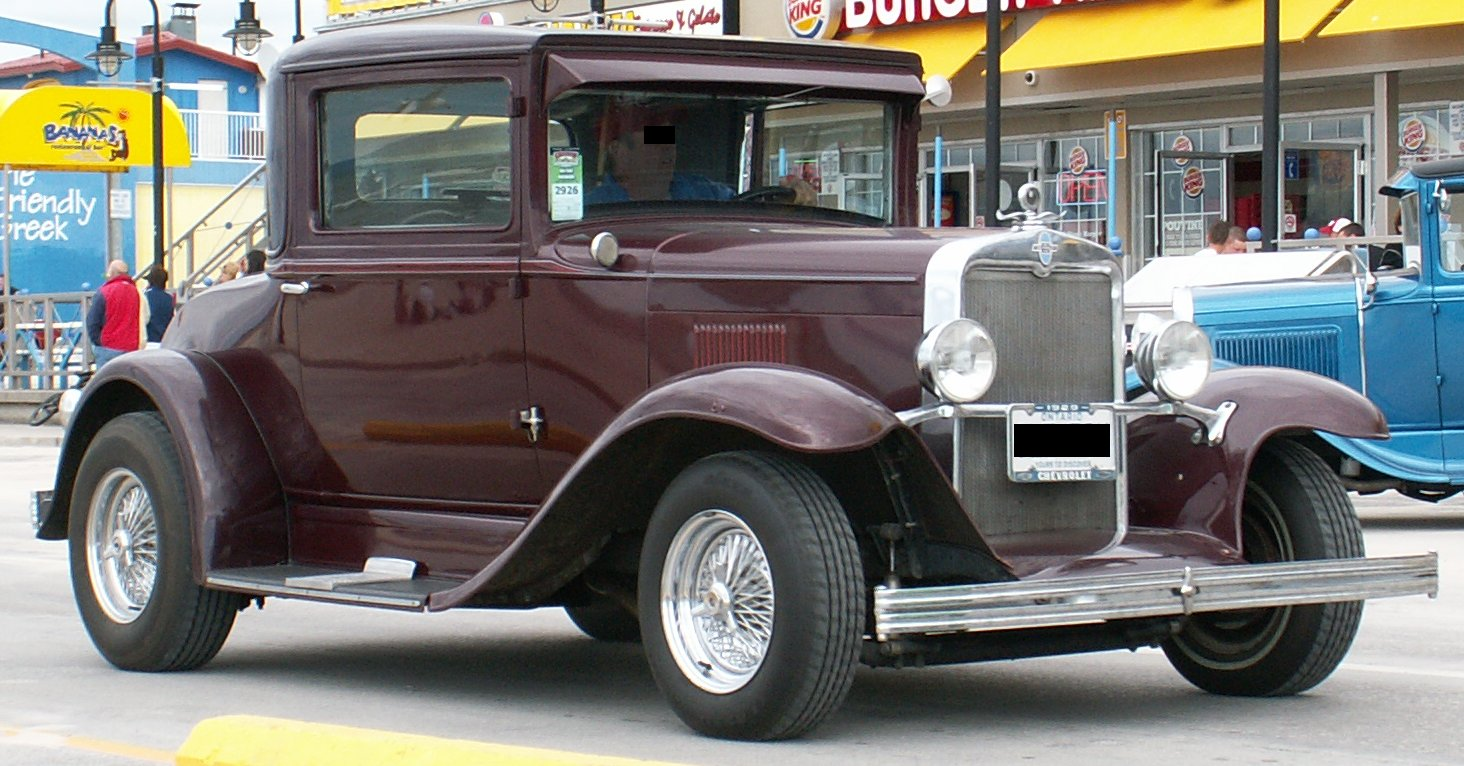
Hot Rod

Kustom Kulture ist ein Oberbegriff für Kunst, Fahrzeuge, Frisuren und Kleidungsstil von Angehörigen der Customizing-Szene, die Autos und Motorräder umbaut und veredelt. Aus den Anfängen des „hot rodding“ in den USA der 1950er Jahre haben sich verschiedene Modetrends und Stile entwickelt, die auch heute noch unser tägliches Leben beeinflussen. Künstler wie Von Dutch, Rennwagenkonstrukteure wie „Big Daddy“ Ed Roth, Hot-Rod- und Lowrider-Customizer wie die Barris-Brüder sowie zahlreiche Tattoo-Künstler, Automaler und Fernsehshows wie Happy Days haben zur Entwicklung der heutigen Kustom Kulture beigetragen.
Kustom Kulture wird im Allgemeinen mit den Greasers der 1950er, den Drag-Racers der 1960er und den Lowriders der 1970er Jahre in Verbindung gebracht. Andere Subkulturen, welche die moderne Kustom Kulture beeinflussten, sind sowohl die Mods und Rocker der 1970er als auch die Metal- und Rockabilly-Musik der 1980er und die Psychobilly-Musik der 1990er. Jede dieser Jugendbewegungen hat ihre eigenen Umbauarten sowie Kleider- und Musikstile einfließen lassen. Gepaart mit Anlehnungen an Cartoons und Monsterfilme aus den 1950er bis 1970er Jahren hat dies die Kustom Kulture zu der komplexen Subkultur gemacht, die sie heute ist.